# Pseudoclinteria cincticollis
Pseudoclinteria cincticollis är en skalbaggsart som beskrevs av Hermann Burmeister 1847. Pseudoclinteria cincticollis ingår i släktet Pseudoclinteria och familjen Cetoniidae. Inga underarter finns listade i Catalogue of Life.